# Integrirana avtobusna linija št. 52 (Ljubljana)
Integrirana avtobusna linija številka 52 Polhov Gradec – Smolnik Zalog – Črni Vrh je ena izmed 33 avtobusnih linij javnega mestnega prometa v Občini Dobrova-Polhov Gradec. Avtobusi so po njej, kot integrirani liniji, prvič zapeljali 4. marca 2013. 
Linija sprva poteka ob potoku Božna, povezuje pa zaselke v Polhograjskih dolomitih z občinskih središčem.

## Zgodovina
Avtobusna povezava s Črnim Vrhom je postala nepogrešljiva v času, ko so ljudje opuščali delo na kmetijah in hodili na delo v mestne tovarne. Prebivalci črnovrških zaselkov so bili večinoma zaposleni v Ljubljani, prav tako so v prestolnico na šolanje odhajali tudi dijaki. Zato so bili temu prilagojeni tudi vozni redi. Prvi odhod s Črnega Vrha proti dolini je bil zato desetletja pred 4.30. Sprva so medkrajevni avtobusi obratovali le na odseku med Črnim Vrhom in Polhovim Gradcem, kjer je bilo urejeno prestopanje. Avtobus je na tem odseku vozil le največkrat trikrat dnevno. Kljub kratki razdalji je bila vožnja dolga, saj je bila cesta na celotnem odseku makadamska, ozka, ovinkasta in strma.
Ker se je število potnikov na odseku Polhov Gradec - Ljubljana pričelo povečevati, so določene vožnje avtobusov s Črnega Vrha podaljšali do centra mesta, tako da prestopanje v najbolj obremenjenih odhodih ni bilo več potrebno. Že pred tem so na podaljšani trasi avtobusi vozili ob nedeljah in praznikih, ker so progo uporabljali izletniki. Prebivalci so večkrat predlagali korekcije voznih redov, vendar je zaradi pomanjkanja avtobusov in ekonomskega stanje le-to ostalo večinoma neuresničeno. 
Nekaj odhodov avtobusov so ob konicah iz Polhovega Gradca podaljšali po delu trase, in sicer do Zaloga, kjer so na avtobus čakali prebivalci Praproč, Srednjega Vrha in Setnika.
Po mnogih letih prošenj in usklajevanj voženj ter voznih redov je po letu 1992 pričelo upadati število potnikov. Le-ti so raje uporabljali osebni prevoz, saj je bilo gorivo tedaj sorazmerno poceni, avtomobili pa cenovno dostopni. Leta 2000 so zaradi podvajanja prog s Horjula in Šentjošta prestavili trase vseh prog s polhograjskega območja, torej tudi s Črnega Vrha preko Podsmreke. Zaradi upada potnikov so pričeli z ukinjanjem voženj, najprej ob nedeljah in praznikih, leta 2008 pa še ob sobotah. Vmes je celotna cesta dobila asfaltno prevleko (leta 1993 sprva le do Petačevega grabna), zato se je vozni čas na odseku skrajšal.
V taki obliki je medkrajevna proga obratovala do marca 2013, ko je bila integrirana v sistem linij javnega potniškega prometa. S tem korakom se je cena vozovnic znižala, pristojni pa upajo, da bo zaradi tega vedno več ljudi ponovno pričelo uporabljati javni prevoz. Povečala naj bi se tudi pretočnost prometa na mestnih vpadnicah in zmanjšale emisije škodljivih delcev v ozračju. Delno je bil spremenjen vozni red, trasa linije pa ponovno vrnjena preko Kozarij, v centru mesta pa je bila trasa s Bleiweisove in Tivolske preusmerjena na Aškerčevo in Slovensko cesto.

## Režim obratovanja
Linija obratuje od ponedeljka do petka ter ob nedeljah in praznikih, ob sobotah pa avtobusi na liniji ne obratujejo. Prvi jutranji odhod s Črnega Vrha proti Ljubljani je ob 5.20.
Poleg osnovne linije obstajata dve različici, ki podaljšata svojo vožnjo iz Polhovega Gradca do Ljubljane in obratno kot linija 51 na relacijah:
- Ljubljana – Dobrova – Polhov Gradec – Smolnik Zalog (2x dnevno),
- Ljubljana – Dobrova – Polhov Gradec – Smolnik Zalog – Črni Vrh (4x dnevno).

### Preglednica časovnih presledkov v minutah
delavnik
| ura           | 1.9. - 30.6. | 1.7. - 31.8. |
| ------------- | ------------ | ------------ |
| 5.20 - 7.35   | 55           | 285          |
| 7.35-10.05    | -            | -            |
| 10.05-14.20   | 40-145       | 310 (15.15)  |
| 14.20-16.05   | 40-65        | -            |
| 16.05-19.20   | -            | -            |
| 19.20 - 22.45 | 205          | -            |